# Zonitis interpretis
Zonitis interpretis är en skalbaggsart som beskrevs av Enns 1956. Zonitis interpretis ingår i släktet Zonitis och familjen oljebaggar. Inga underarter finns listade i Catalogue of Life.